# Vila Reial de Salvaterra
La Vila Reial de Salvaterra és la vila medieval fortificada, d'estil romànic, actualment molt arrasada, del poble d'Òpol, de la comuna rossellonesa d'Òpol i Perellós, a la Catalunya del Nord.

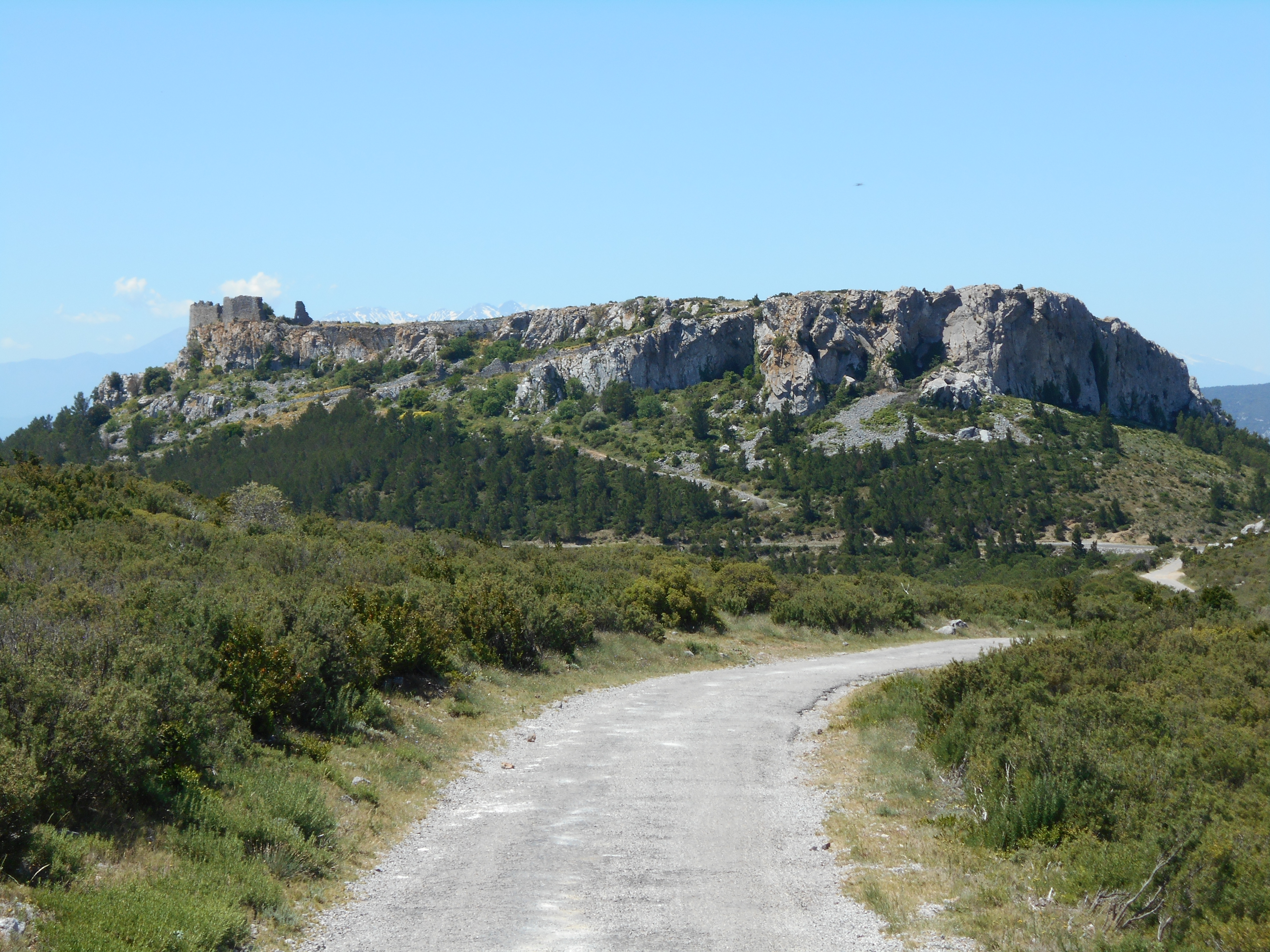
Plataforma on es trobava la Vila Reial de Salvaterra, a la dreta del castell

Envolta quasi la totalitat de la plataforma rocosa, envoltada de cingleres, que acollia el castell i la vila creada per Jaume I el Conqueridor, i batejada per ell mateix amb el nom de Salvaterra. Era a l'oest i nord del castell, a la mateixa plataforma rocosa, tot i que el castell ocupava el lloc preeminent.

## Història
Tenia un alou a finals del segle xi en aquest lloc Arnau Guillem de Salses, que va passar a mans del seu fill Oliba juntament amb les altres possessions de son pare. En aquell moment el lloc era deshabitat, i hi havia tan sols el castell, dominant l'altiplà. El 1246 Jaume I el Conqueridor atorgà una generosa carta de població als qui vinguessin a poblar el lloc, amb la promesa que sempre seria un lloc reial, i que es regiria pels Costums de Perpinyà. En aquesta carta poblacional s'especificava que en endavant el lloc duria el nom de Salvaterra. La carta fou confirmada el 1262 per l'infant Jaume, futur rei de Mallorques, i Òpol romangué fins a la fi de l'Antic Règim com a lloc reial.
A principis del segle xvi es produí el trasllat de la població des d'aquest lloc, a redós del castell, a l'emplaçament actual, a la plana. El fet que en el fogatge del 1553 no consti cap foc a Òpol pot correspondre a aquest canvi. El 19 de març del 1598 els francesos s'empararen del castell i el fortificaren. El 1652 per ordre de Richelieu es desmantellà, en restaren qualques ruïnes i una torre.

## La vila fortificada

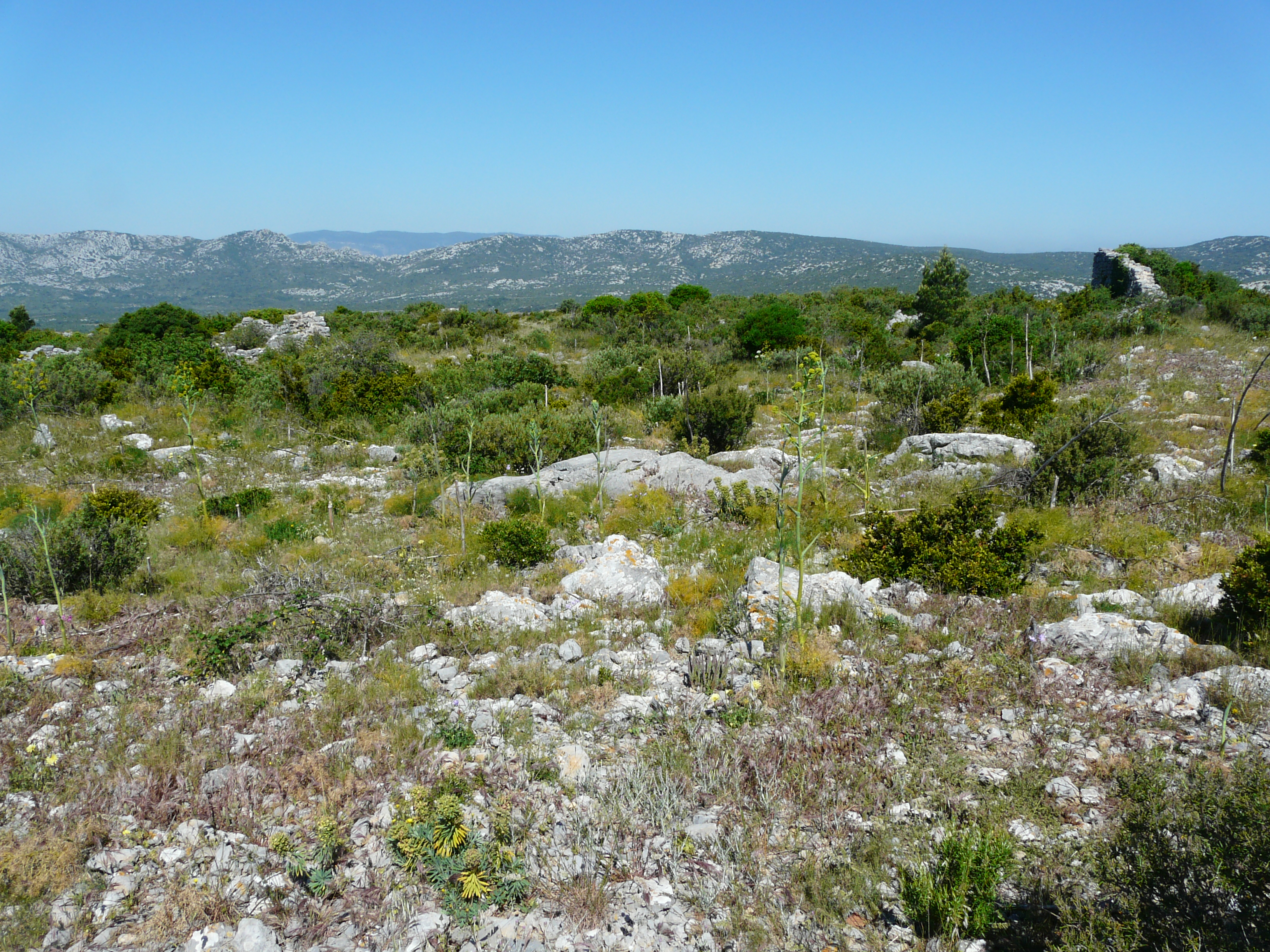
La Vila reial de Salvaterra des del castell

Situada entre l'oest i el nord del castell, a la mateixa plataforma granítica on es dreça el castell. Restava protegida per una prolongació de les muralles del castell, quasi en la seva totalitat actualment desaparegudes. Damunt d'una part de les restes de l'antiga població foren construïts alguns edificis per a ús militar a darreries del segle xvi, que actualment són també en ruïnes.

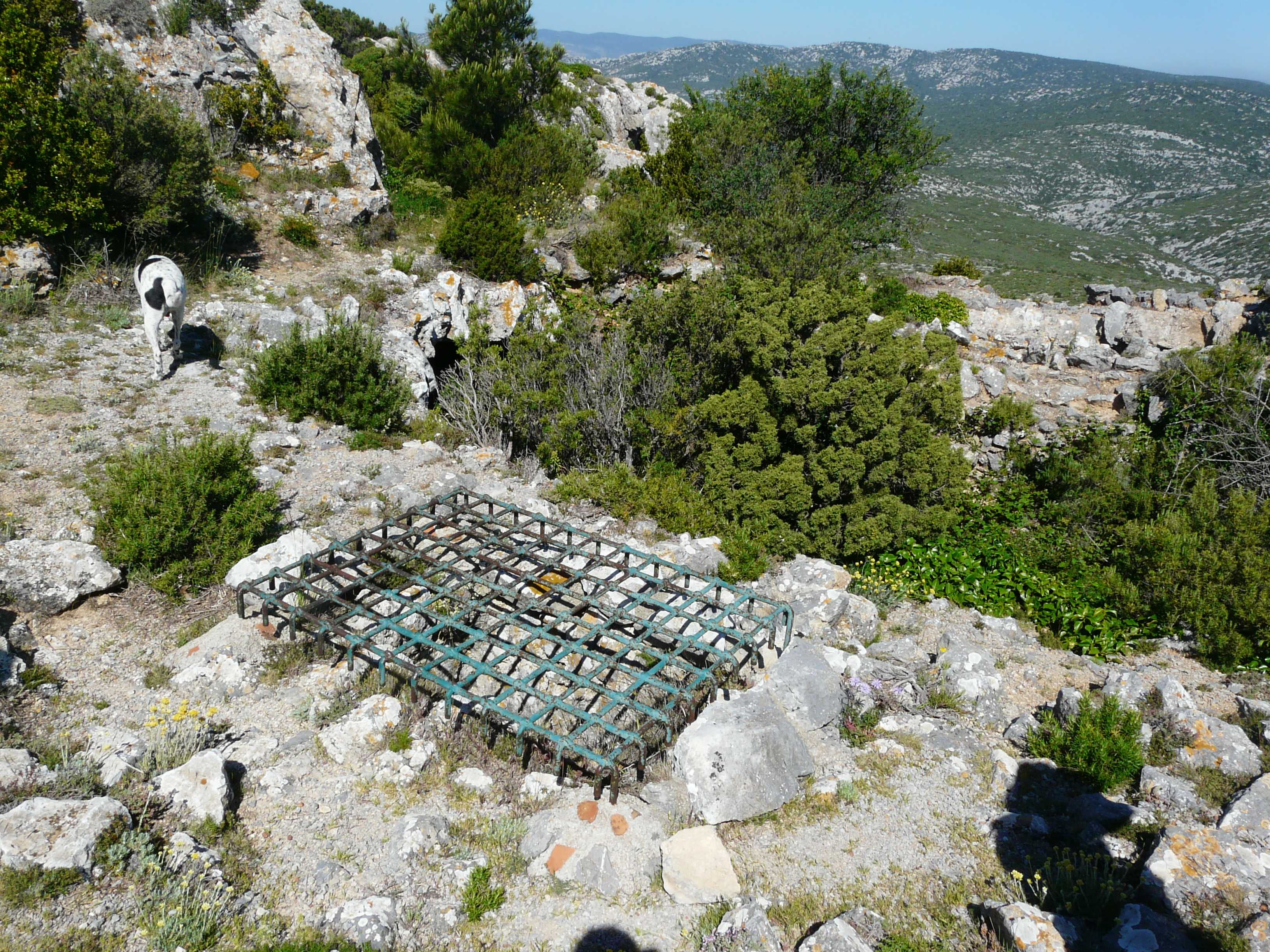
Cisternes de Salvaterra

Força extensa, més de 40 hectàrees, posseïa a l'extrem nord una conca de capta d'aigua encimentada d'una extensió d'uns 3.250 m², aproximadament, que menava l'aigua a unes grans cisternes. Aquests dipòsits d'aigua, mig subterranis i coberts amb volta, encara es conserven en bona part (la del mig hi ha la volta esfondrada), que proveïen d'aigua tant la població de Salvaterra com el castell.